# Chester (Montana)
Chester is een plaats (town) in de Amerikaanse staat Montana, en valt bestuurlijk gezien onder Liberty County.

## Demografie
Bij de volkstelling in 2000 werd het aantal inwoners vastgesteld op 871.
In 2006 is het aantal inwoners door het United States Census Bureau geschat op 757, een daling van 114 (-13,1%).

## Geografie
Volgens het United States Census Bureau beslaat de plaats een oppervlakte van
1,2 km², geheel bestaande uit land.

## Plaatsen in de nabije omgeving
De onderstaande figuur toont nabijgelegen plaatsen in een straal van 44 km rond Chester.